# Station Sundbyberg
Sundbyberg is een station van de pendeltåg, aan de Mälarbanan, op 6,4 km van Stockholm C. 

## Geschiedenis
In 1876 opende de Stockholm–Västerås–Bergslagens Järnvägar (SWB) een station bij de Sundbyberg boerderij. Datzelfde jaar begon de verkoop van grond in het gebied en begon de woningbouw rond het station. Anno 2022 ligt het station midden in dichte stedelijke bebouwing die door de spoorlijn wordt doorsnede. In de jaren 1900 - 1963 was er ook een kleinere halte (Sundbybergs norra) zo'n 900 meter noordelijker.

## Ligging en inrichting
Het station ligt in het centrum van Sundbyberg en is het enige pendeltågstation in de gemeente. Sinds 1997 stoppen er enkele langeafstandstreinen op het station. Het station heeft een eilandperron met een toegang vanuit de reizigerstunnel ongeveer in het midden van het perron. Er zijn ook opstelsporen waar 's nachts treinen worden gestald. Het aantal reizigers wordt geschat op 10.600 op een gemiddelde winterdag (2015). Naast het station ligt metrostation Sundbybergs centrum, alsmede bushaltes en tramhalte voor Tvärbanan.

## Spoorverdubbeling
In verband met de uitbouw van de Mälarbanan naar vier sporen, zal station Sundbyberg worden herbouwd. De lijn komt in twee dubbelsporige, 1,4 km lange, tunnels vlak onder straatniveau. De nieuwe eilandperrons komen in de tunnel ten zuiden van de brug van de Tvärbanan. Het stationsgebouw komt naast het metrostation vlak ten noorden van de Tvärbanan. Behalve via het stationsgebouw komt ter hoogte van Solna businesspark een tweede toegang tot de perrons.

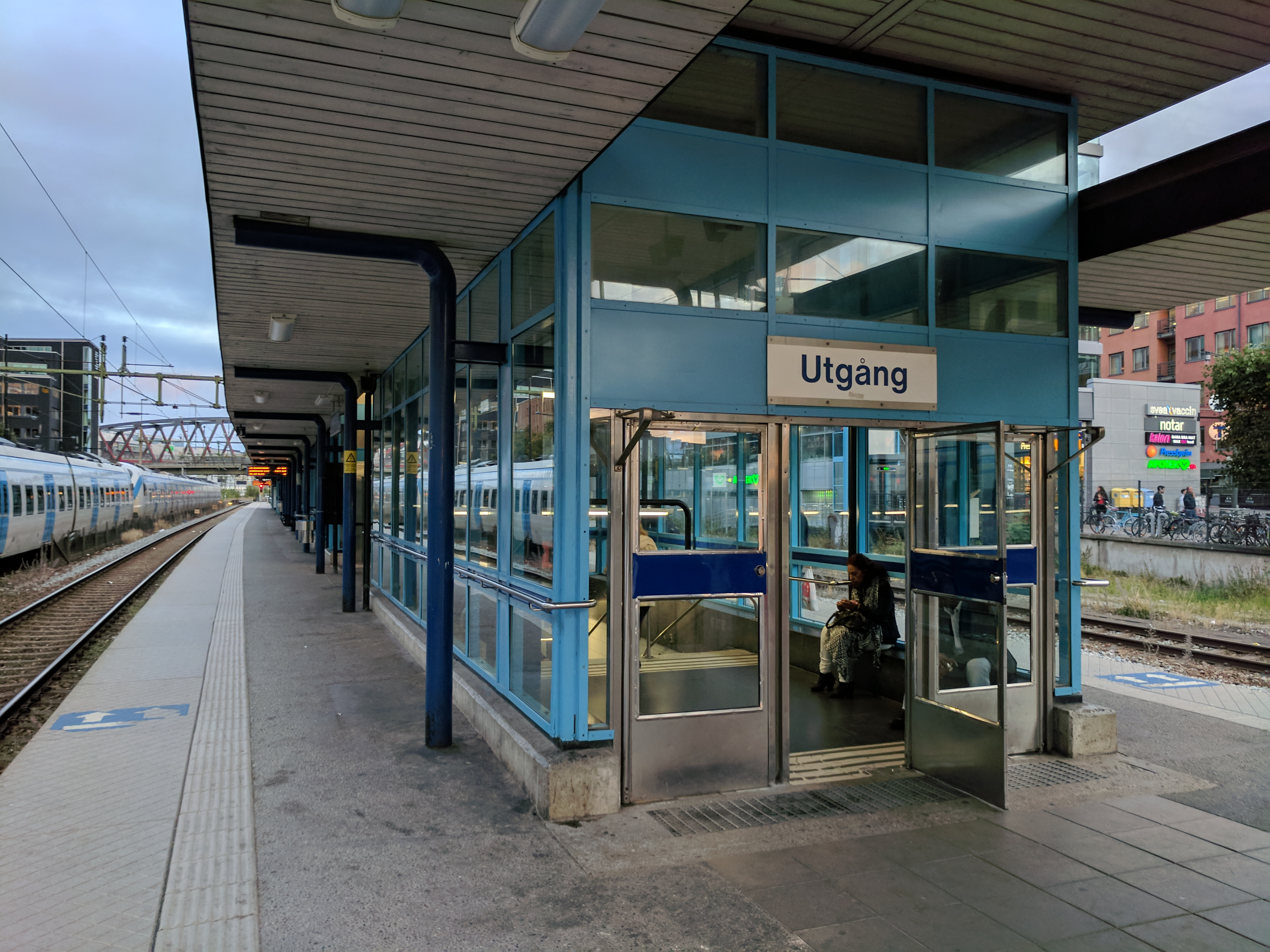
De toegang tot het perron en op de achtergrond de trambrug.
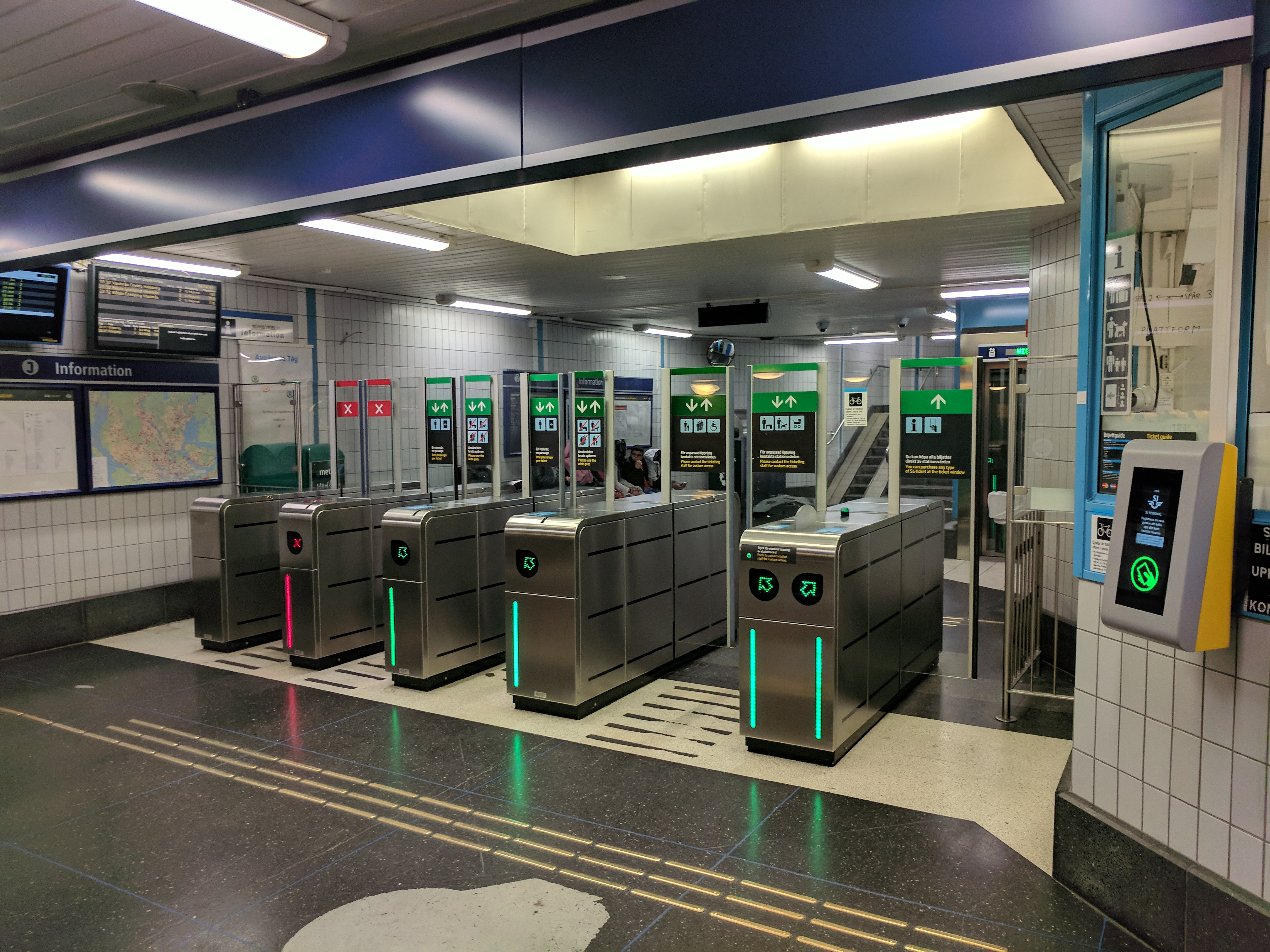
De OV-poortjes bij de reizigerstunnel.
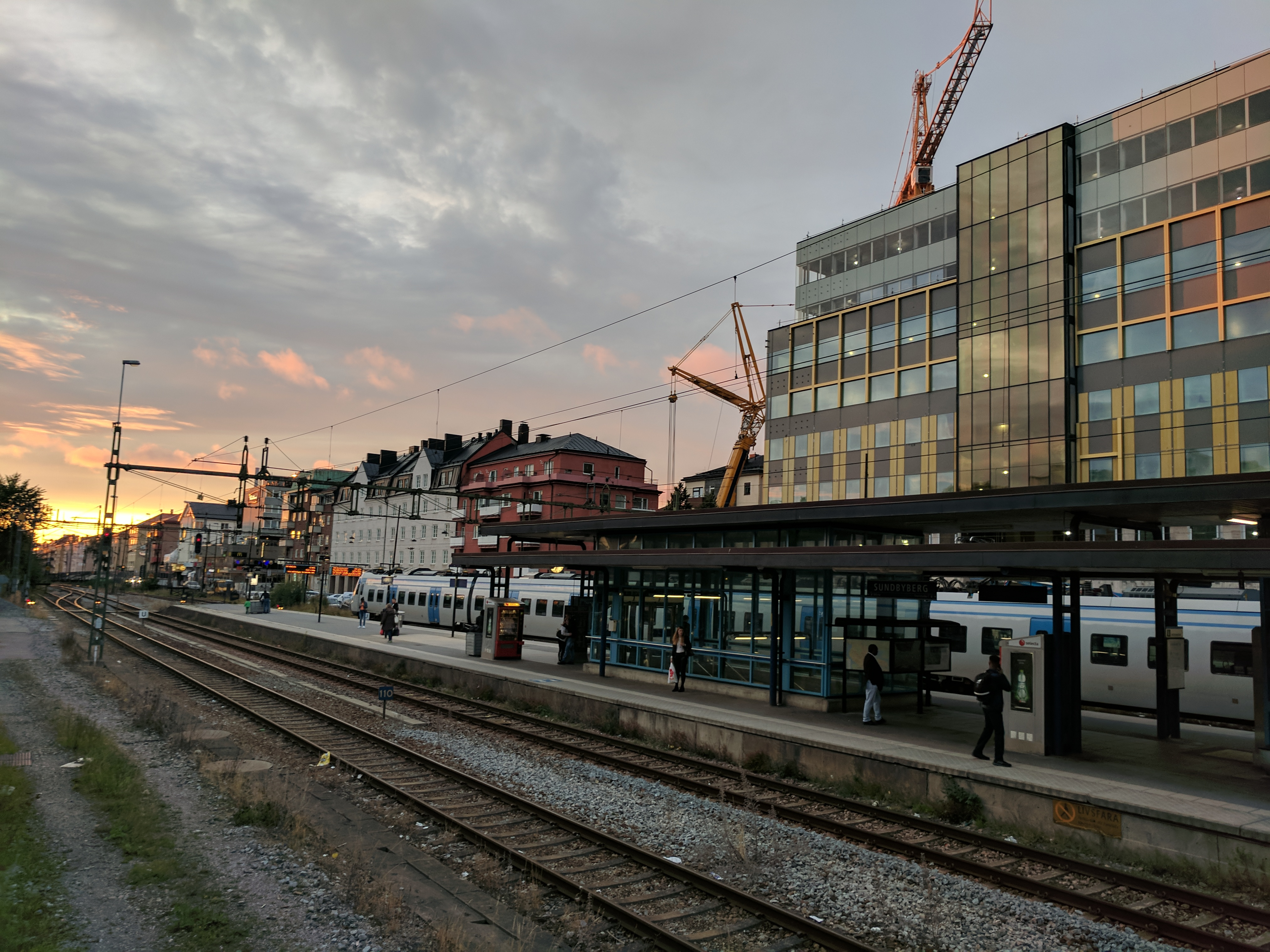
Het station gezien uit het westen.